# Some Voices
Some Voices è un film del 2000 diretto da Simon Cellan Jones.